# 吴叔告
吳叔告（1193年—1266年），字君謀，興化軍莆田縣人，南宋政治人物。

## 生平
性狷介。宋理宗端平二年（1235年）狀元，授為秘書郎。嘉熙二年（1238年），以秘書正字召，遷著作佐郎兼權都官郎中。嘉熙四年（1240年），出任撫州知州。淳祐六年（1246年），任袁州知州。寶祐二年（1254年），任漳州知州。寶祐五年（1257年），任衡州知州。景定元年（1260年），任嚴州知州。
景定二年（1261年），回京任為刑部侍郎，後任尚右郎官兼國史院編修官、實錄院檢討官。官至大理少卿。景定四年（1263年），提舉浙西常平公事、官朝請大夫。咸淳元年除夕（1266年）卒於家中。

## 著作
著有《秋畦集》。

## 家庭
育有三子：吳起渥、吳起滬、吳起家。